# Myriocarpa stipitata
Myriocarpa stipitata är en nässelväxtart som beskrevs av George Bentham. Myriocarpa stipitata ingår i släktet Myriocarpa och familjen nässelväxter. Inga underarter finns listade i Catalogue of Life.